# Gerhard Skiba
Gerhard Skiba (nascido em 1947) foi um político municipal austríaco do Partido Social-Democrata da Áustria. De 1989 até setembro 2010 foi presidente da Câmara da cidade Braunau am Inn.

## Empenho para Braunau am Inn

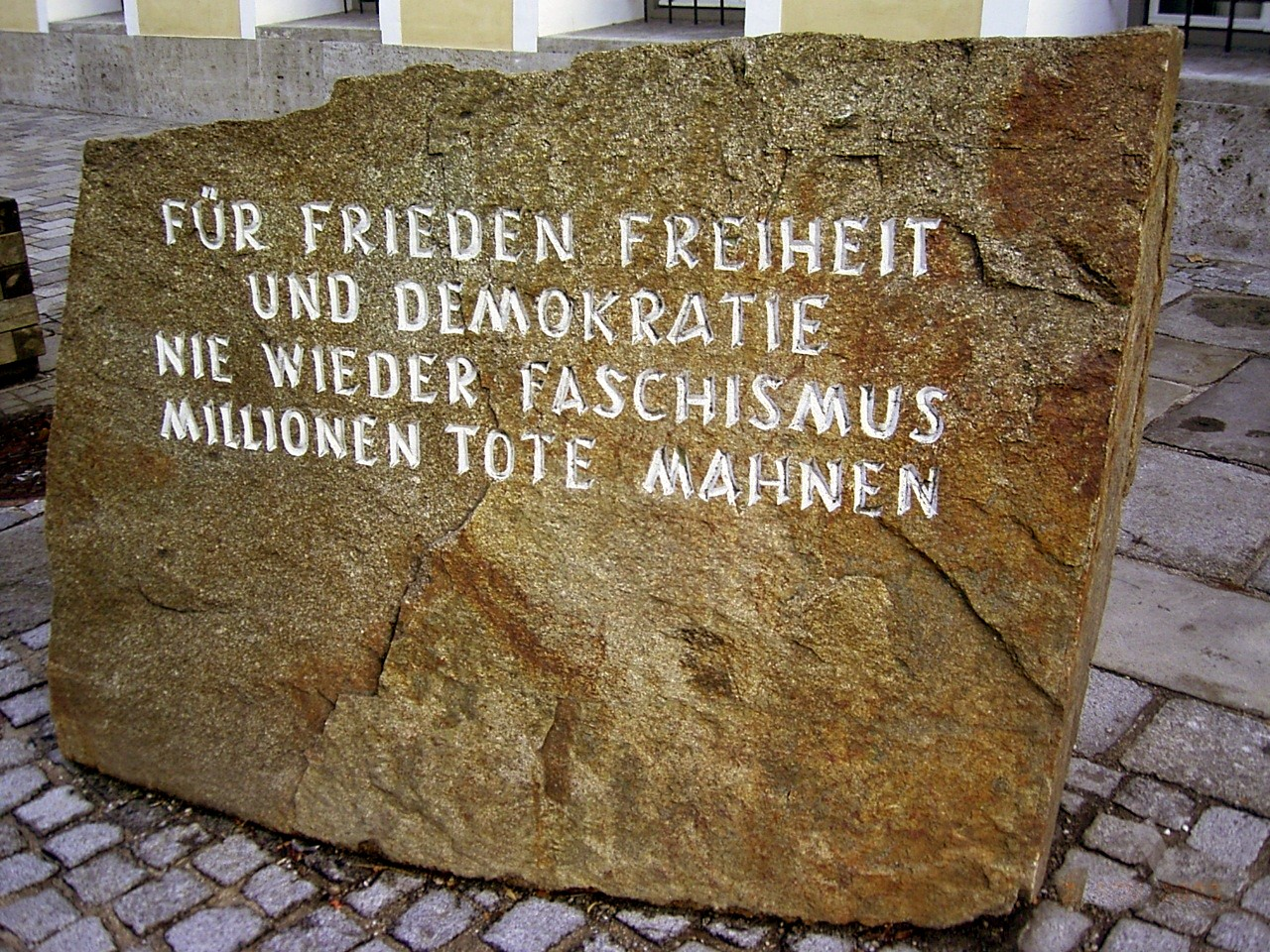
Monumento contra a guerra e o fascismo

### Monumento contra a guerra e o fascismo
Em 1989 Gerhard Skiba iniciou a instalação do monumento contra a guerra e o fascismo diante da casa de nascimento de Adolf Hitler. Todos os anos no inicio do maio há uma hora de silêncio em memória das vítimas da guerra e do fascismo em frente ao monumento.

### Dias da historia contemporânea de Braunau
Em 1992 encontraram-se a convite de Gerhard Skiba representantes de cidades como Bautzen, Mauthausen, Wunsiedel e outras com história difícil no âmbito dos primeiros "Dias da Historia Contemporânea de Braunau".

### Climate-Star 2004
A 25 de Fevereiro 2005 22 comunidades europeias foram distinguidas com o Climate-Star 2004 em Baden bei Wien. Entre estas, Braunau am Inn foi seleccionada, embora se tenham candidatado mais de 200 comunidades de 17 paises diferentes. Esta distinção foi fundado pela rede de cidades para a protecção do clima com o intuito de distinguir o empenho de comunidades europeias para a redução de emissão de gases, que contribuem para o efeito estufa. A cidade de Braunau am Inn - representada pelo presidente da Câmara Gerhard Skiba - recebeu-a por um projecto geotérmico, que foi iniciado conjuntamente com a cidade de Simbach.

### Pedras de Tropeção
A 11 de Agosto 2006 o artista Gunter Demnig colocou 4 pedras de tropeção na cidade de Braunau am Inn com o fim de memorizar as vítimas do Nazismo.

### Casa da responsibilidade
Em 2009 Gerhard Skiba declarou-se em favor de estabelecer uma casa do paz ou uma Casa da Responsabilidade na casa de nascimento de Adolf Hitler.

### Manifestações antifascistas
Desde há muitos anos que Gerhard Skiba apoia nas manifestações antifascistas anuais arranjadas pela associação "braunau gegen rechts" e a juventude comunista da Áustria. Essas manifestações têm lugar durante os dias logo antes do dia de nascimento de Adolf Hitler.